# Carl Fredrik Lindberg
Carl Fredrik Lindberg, född 29 juli 1830 i Axberg i Örebro län, död 11 juli 1893 i Stockholm, var en svensk målare, litograf, tecknare, träsnittare och fotograf. 
Lindberg var son till trädgårdsdrängen Carl Gustaf Lindberg och Catrina Pehrson. Han hade en äldre syster, Hedvig Elisabet (1826–1892). Han var gift med Augusta Katharina Lindgren (1828–1900). Han var bildkonstnär och fotograf på Historiska museet samt tecknare vid Kungliga Vitterhetsakademien från 1867 fram till sin död.

## Allmänna etnografiska utställningen

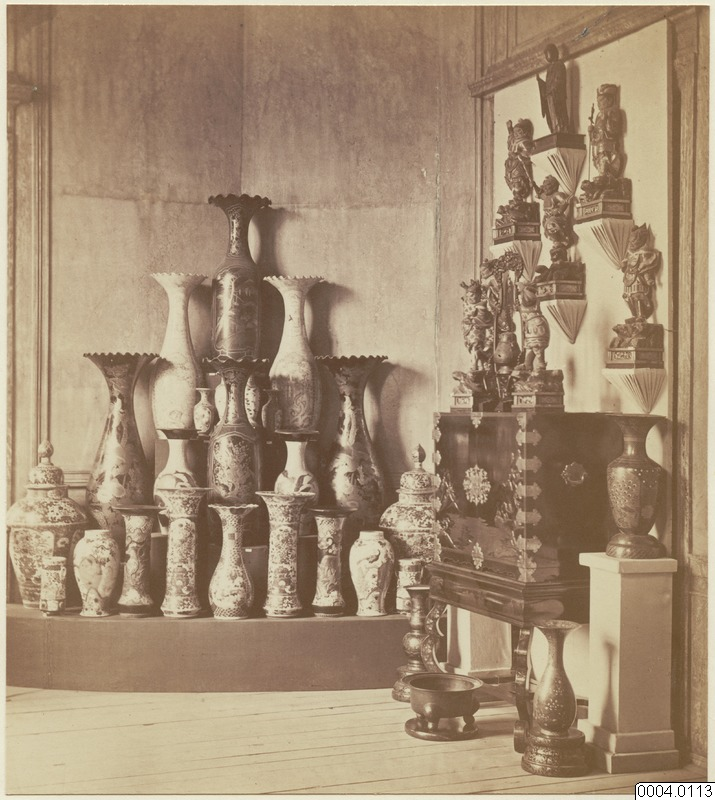
Interiör från Allmänna etnografiska utställningen i Arvfurstens palats i Stockholm 1878–1879, ur Etnografiska museets bildarkiv. Foto: Carl Fredrik Lindberg.

Album, Exposition Ethnographique de Stockholm 1878-1879, med bilder från Allmänna etnografiska utställningen i Stockholm 1878-1879, ur Etnografiska museets samlingar.

Efter att den Allmänna etnografiska utställningen i Arvfurstens palats i Stockholm 1878–1879 stängt och föremålen skulle återsändas till ägarna anlitades Lindberg av Hjalmar Stolpe för att låta dokumentera utställningen med kamerans hjälp. Resultatet publicerades 1881 i albumet Exposition Ethnographique de Stockholm 1878-1879 med bildtexter av Stolpe. Drygt 300 bilder från utställningen, visande främst föremål från Kina, Japan, Främre & Bortre Indien, Malajiska arkipelagen, Afrika, Amerika och Oceanien, finns idag på Etnografiska museet i Stockholm. Lindberg var morbror till Oscar Ekholm, fotografen som Stolpe senare tog med på Vanadis världsomsegling 1883–1885.

## Riksantikvarieämbetet
I Riksantikvarieämbetets samlingar finns några hundra fotografier och teckningar med Lindberg som upphovsman, främst föreställande exteriörer och interiörer av ett 50-tal kyrkor i Sverige. Bland interiörerna kan nämnas altarskåp och kalkmålningar. Några av kyrkorna, som Vrigstads rivna kyrka, Hille gamla kyrka, Dalhems gamla kyrka och Appuna gamla kyrka, finns inte kvar idag.

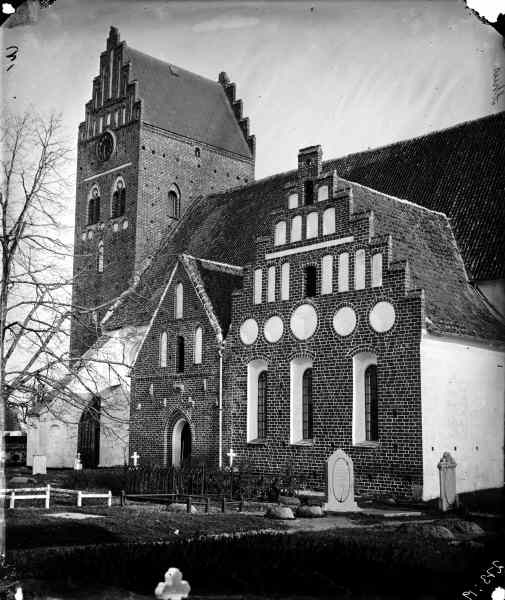
Sankta Maria kyrka, Åhus, Skåne.
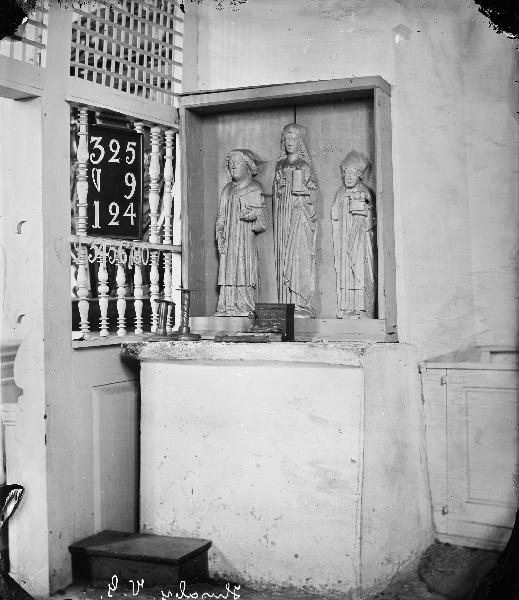
Altarskåp, 1400-talet. Husaby kyrka, Västergötland.
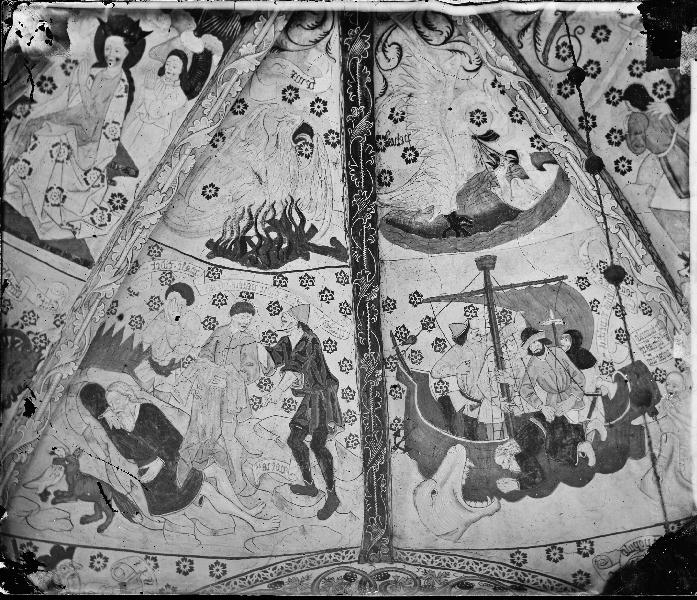
Kalkmålning (Jona kastas i valfiskens buk). Härkeberga kyrka, Uppland.
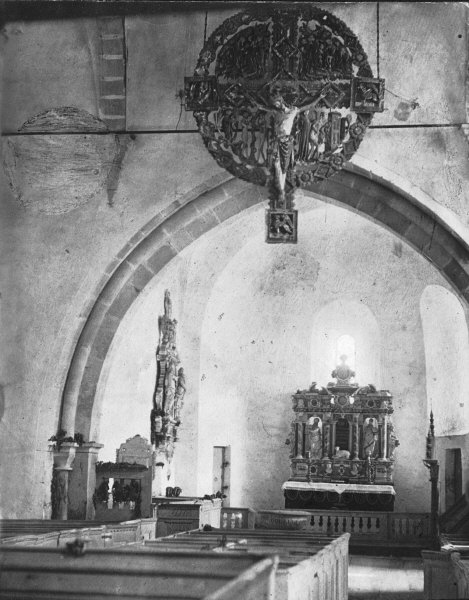
Interiör mot öster. Öja kyrka, Gotland.
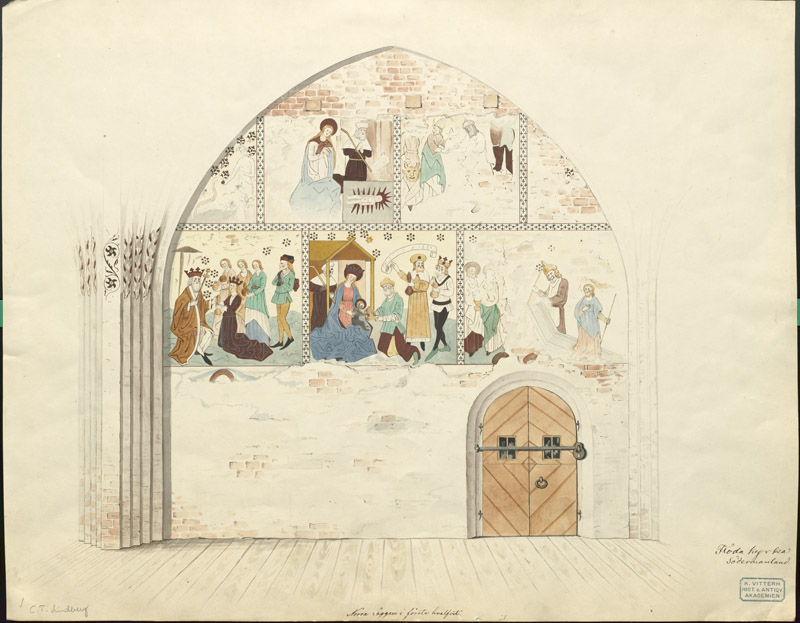
Kalkmålningar av Albertus Pictor. Floda kyrka, Södermanland. Akvarell av Lindberg.

## Nationalmuseum
I Nationalmuseums samlingar finns tre av Lindbergs teckningar.

## Publikationer
- Minnen från Sveriges museer och enskilda konstsamlingar. Lithografier. Stockholm. 1859-1860.
- Fotografiska afbildningar ur svenska kongl. lifrustkammaren / tagna och utgifna af C. F. Lindberg. Stockholm: Livrustkammaren. 1864. Libris 3085831
- Remains from the Iron Age of Scandinavia Parts I & II / Oscar Montelius, illustrations by C. F. Lindberg. Stockholm. 1869. Libris j0nfxpprg23ptrsk
- Antiquités suédoises / arrangées et décrites par Oscar Montelius, dessinées par C. F. Lindberg. Stockholm: Norstedt. 1873-1875. Libris 3177322
- Norske Oldsager ordnede og forklarede / af O. Rygh; tegnede paa Træ af C. F. Lindberg. Christiania: Cammermeyer. 1873-1875. Libris 3020059
- Exposition ethnographique de Stockholm 1878-1879 : Photographies par C. F. Lindberg. Texte par Hjalmar Stolpe. Stockholm. 1881. Libris 3088969
- Silfverutställningen i Nationalmuseum : 42 fotografier / af C. F. Lindberg utgifvna af Nationalmuseums konstafdelning. Stockholm: I. Hæggström. 1887. Libris 10161362
- Objets choisis de la Garde-Robe Royale de Suède : Trentesix photographies par C. F. Lindberg. Texte par C. A. Ossbahr. Stockholm: Livrustkammaren. 1888. Libris 3085833
- Handteckningar af äldre mästare fotograferade efter originalen : af C. F. Lindberg. Text af G. Upmark. Stockholm. 1889. Libris 3086359
- Svenska fornminnen : fotograferade och utgifna / af C. F. Lindberg. Stockholm. Libris 2776928